# Flateyjarskagi
Die Halbinsel Flateyjarskagi liegt im Norden Islands. Auf ihr befindet sich die Gemeinde Grýtubakki.

## Name
Obwohl es sich um eine große Halbinsel handelt, hatte diese bis vor kurzem keinen einheitlichen eigenen Namen. Es existierten z. B. bei Einheimischen die Namen Gjögraskagi und Flateyjardalsskagi oder Víkur og Firðir. Erst im April 2011 einigte man sich im Örnefnanefnd (deutsch „Ausschuss für die Eigennamen“) auf Vorschlag von Hjörleifur Guttormsson auf den Namen Flateyjarskagi, der von nun an auch in den Karten so eingetragen wird.

## Lage
Die gebirgige Halbinsel befindet sich zwischen dem Fjord Eyjafjörður und der Bucht Skjálfandi.

## Geologie und Geographie
Die Halbinsel besteht aus drei über 1000 m hohen Gebirgsketten, zu denen in der westlichsten Kette der Kaldbakur zählt. Zwischen diesen Gebirgsketten liegen Hochtäler wie im Falle der Leirdalsheiði und der Flateyjardalsheiði, die in ihrem südlichen Teil in das bewohnte Fnjóskadalur übergeht. Der östlichste Gebirgszug wird Kinnarfjöll genannt, dessen nördlicher Ausläufer Víknafjöll.
Die Halbinsel misst ca. 25 km in der Länge (N-S) und ebenso viel in der Breite (W-O).

## Besiedelung
Flateyjarskagi ist zu Beginn des 21. Jahrhunderts abgesehen vom Ort Grenivík nur noch im südlichen Teil besiedelt, während die Höfe im nördlichen Teil inzwischen alle verlassen sind. In früherer Zeit befanden sich Höfe z. B. am Látraströnd, der Küste des nordöstlichen Eyjafjörður, im Flateyjardalur und im Bezirk Fjörður (Suður-Þingeyjarsýsla).